# Tusserata
Tusserata ou Tusrata (em acádio: Tushratta; em sânscrito: Tveṣa-ratha; lit. "sua carroça ataca/investe") foi rei de Mitani de c. 1 360 a.C. até c. 1 340/39 a.C. Era filho de Sutarna II e irmão de Artasumara e Giluéba, esposa do faraó Amenófis III (r. 1390–1352 a.C.).

## Cartas de Amarna

### Cartas para Amenófis III
Tusserata escreveu uma carta para Nibmuaria, rei do Egito (cujo rei seria o faraó Amenófis III), dizendo:
| “ | Assim diz Tusserata, rei de Mitani, seu irmão. Está bem comigo. Que esteja bem com você; com Quelueba, minha irmã, que esteja bem; com sua casa, suas esposas, seus filhos, seus nobres, seus guerreiros, seus cavalos, seus carros, e em toda a sua terra que esteja muito bem. Quando me sentei no trono de meu pai, ainda era jovem e Tuhi fez o mal à minha terra e matou seu senhor. E, portanto, ele não me tratou bem, nem aquele que era amigo de mim. Eu, porém, especialmente por causa daqueles males, que foram perpetrados em minha terra, não demorei; mas os assassinos de Artasumara, meu irmão, junto com tudo o que eles tinham, eu matei. [...] Assim fala Sausca (a deusa Istar) de Nínive, Senhora de todas as terras: Desejo ir para o Egito, uma terra que amo e depois voltar de lá. Agora estou mandando esta carta e Ela está a caminho [...] Então, nos tempos do meu pai (Sutarna II) Ela estava naquele país, e como em outras ocasiões Ela ficou lá e foi homenageada. Que meu irmão a honre agora dez vezes mais do que da outra vez. Que meu irmão a honre. Que você a deixe partir quando ela quiser, para que ela possa retornar. Que Sausca, Senhora dos Céus, nos proteja, meu irmão e a mim, cem mil anos, e que nossa Rainha nos conceda grande alegria e que possamos nos tratar como amigos. É porque Sausca é minha única amante? Talvez ela também seja a amante do meu irmão? | ” |

### Cartas para Aquenáton
Após enviar cartas para Amenófis III, Tusserata enviou carta para Aquenáton, dizendo:
| “ | A Napcuria (Aquenáton), rei do Egito, meu irmão, meu genro, que me ama e a quem amo, assim fala Tusserata, rei de Mitani, seu sogro que o ama, seu irmão. Eu estou bem. Que você fique bem também. Suas casas, Tí, sua mãe, Senhora do Egito, Taduéba, minha filha, sua esposa, suas outras esposas, seus filhos, seus nobres, suas carruagens, seus cavalos, seus soldados, seu país e tudo que pertence a você, que eles todos gozam de excelente saúde. | ” |

### Cartas para Tí, viúva de Amenófis III
Após Aquenáton, Tusserata deu sua carta para Tí, esposa e viúva de Amenófis III, dizendo:
| “ | Está tudo bem comigo. Que tudo esteja bem com você. Que tudo corra bem para a sua casa, seu filho (Aquenáton), que tudo vá bem para os seus soldados e para tudo que pertence a você. Você é quem sabe que sempre senti amizade por Mimuria (Amenófis III), seu marido, e que ele, por sua parte, sempre sentiu amizade por mim. E as coisas que escrevi e disse a Mimuria, seu marido, e as coisas que Mimuria, seu marido, escreveu e me disse incessantemente, eram conhecidas por vocês, Quelia e Mane. Mas é você quem sabe melhor do que ninguém as coisas que contamos um ao outro. Ninguém os conhece melhor... Você deve continuar enviando embaixadas alegres, uma após a outra. Não os suprima. Não esquecerei a amizade com Mimuria, seu marido. Neste momento e mais do que nunca, tenho dez vezes mais amizade por seu filho, Napcuria. Você é quem conhece as palavras de Mimuria, seu marido, mas ainda não me enviou o presente de homenagem que Mimuria, seu marido, ordenou que fosse enviado a mim. Eu pedi a Mimmuriya, seu marido, enormes estátuas de ouro ... Mas seu filho tem estátuas de madeira folheadas a ouro. Como o ouro é como pó no país de seu filho, por que eles têm sido a razão de tanta dor, que seu filho não deveria ter dado para mim? (…) Ele também não me deu o que seu pai costumava dar. | ” |

## Guerras
Tusserata se aliou a Amenófis III para guerrear contra Supiluliuma I. Ao saber que seu filho Artatama II se juntou ao rei hitita e que o exército hitita estava se apoderando, a aliança do rei de Mitani com o rei egípcio se esfriou, fazendo com que o exército de faraó recuasse. Tusserata tentou fugir para sua capital, mas depois foi morto pelo seu próprio filho, que usurpou o trono de Mitani.